# Saga Teatret 1938
|  | Denne artikel er oprettet af botten Steenthbot ud fra en ekstern database. Den kan derfor have sproglige fejl eller mangler. Denne skabelon kan fjernes efter kontrol af indholdet. |

Saga Teatret 1938 er en dansk dokumentarisk optagelse fra 1938.

## Handling
En ældre mand ligger i sengen i en nedslidt og rodet lejlighed. To mænd drikker øl på et værelse. En kvinde i døråbning med kost. Der er salg af køer i baggården. Optagelser af baggårde, huse og hverdagsliv på gaden.

Der er formentlig tale om ejendommene Vesterbrogade nr. 23-25 som skulle inddrages i John Olsens biografprojekt, hvor omkring 25-30 gamle større og mindre huse blev revet ned. Det var mest værkstedsbygninger og mindre industrielle virksomheder.